# بيدة فورسكول
بيدة فورسكول أو الشار (باللاتينية:  Coleus forskohlii) نوع نباتي يتبع جنس البيدة من الفصيلة الشفوية.

## المحتويات الكيميائية للنبات
يحتوي الشار على زيوت طيارة ومن أهم مركباته مركب الثيمول كما يحتوي على مركبات ثنائية التربين ومن أهم مركباتها مركب الفورسكولين Forskolin.

## أماكن زراعته
تنتشر زراعة الشار في المملكة العربية السعودية وخاصة المنطقة الجنوبية والغربية حيث ينمو في المناطق الجبلية وتحديدا في وسط هذه الجبال بين السراة وتهامة وبكميات كبيرة. وكذلك في الهند حيث ينمو على الأطراف الجافة للسهول الهندية وفي التلال السفحية لجبال الهملايا. كما ينمو في المناطق شبه المدارية أو المعتدلة الدافئة بما في ذلك نيبال وسريلانكا وميانمار (بورما) واجزاء من شرقي أفريقيا. ويزرع الآن كنبات للزينة ولكنه يزرع في الوقت الحاضر وعلى نطاق واسع وبالأخص في غوجارات بالهند من أجل استعماله في المخللات، حيث يحصد سنوياً حوالي 1000 طن.

## الوصف النباتي
هو نبات معمر دائم الخضرة لا يزيد ارتفاعه عن 50 سم ذو أغصان طرية سريعة الكسر وأوراقه غضة عصيرية قلبية الشكل حوافها منشارية وللنبات رائحة عطرية قوية مميزة تشبه رائحة الكافور. نورات النبات تتجمع على هيئة سنابل في قمم الأغصان ذات لون بنفسجي جميل. جذر النبات درني. يزرع النبات من فسائل السيقان أو بتقسيم الجذورالدرنية.
يعرف النبات بعدة أسماء أخرى مثل المدان وزهرة الغمد والنجد أما علمياً فيعرف باسم Coleus forskohlii من الفصيلة الشفوية التي تضم أيضًا النعناع والزعتر والمريمية والريحان.

## الجزء المستخدم من النبات
الأوراق والجذور والتي تحصد في الخريف.

## استعمالاته
يؤكل الشار بدون طبخ وله فوائد صحية متعددة. ويستعمل في زينة الحدائق ويزرع على أطراف الطرقات للزينة.
وفي علاج بعض الحالات المرضية كالتهاب الأذن والبهاق وحساسية الجلد.

## الشار في الطب القديم
استخدم هذا النبات في الطب الهندي الشعبي على نطاق واسع لعلاج مشاكل الهضم، وقد اشتهر في البلاد الغربية عندما فصل أحد مكوناته المشهورة وهو الفورسكولين وذلك لأول مرة في السبعينات وأظهر بحث أجرته شركة هندية ألمانية أن الفورسكولين دواء قوي لحالات متعددة بما فيها قصور القلب والتهاب الشعب المزمن والربو.
وكان هذا النبات يستخدم لدى الشعوب كعلاج لإزالة الأرياح من المعدة والنفخة واضطرابات الهضم، وكذلك علاج لدوران الدم وكذلك لحالات قصور القلب الاحتقاني وضعف تدفق الدم التاجي، كما أنه يساعد كثيراً على دوران الدم إلى الدماغ.

## الشار في الطب الحديث
أثبتت الأبحاث أن مركب الفورسكولين له فوائد علاجية عظيمة هامة منها خفض ضغط الدم وإرخاء العضلات الملساء وزيادة إفراز الهرمونات من الغدة الدرقية وتنشيط أيضاً الإفرازات والأنزيمات الهضمية وكذلك خفض الضغط داخل العين، ويستعمل الشار لمشاكل أو اضطرابات الجهاز التنفسي وبالأخص الربو والتهاب القصبات التنفسية. كما يستخدم في فرط الضغط داخل العين الذي يمكن أن يؤدي إلى العمى إذا ترك بدون علاج ويستعمل الجذر على هيئة مغلي وذلك بأخذ حوالي 15 جراماً من مسحوق الجذر ويضاف إلى حوالي نصف لتر من الماء الذي سبق غليه ويترك لمدة 15 دقيقة ثم يصفى ويحفظ في الثلاجة ويشرب منه فنجان صغير بعد كل وجبة ولمدة يومين وذلك لعلاج الربو.[بحاجة لمصدر]
أما فيما يتعلق بالأوراق فيؤخذ ملء ملعقة صغيرة من مسحوق النبات وتضاف إلى ملء كوب ماء مغلي ويترك لمدة 10 دقائق ثم يصفى ويشرف بمعدل مرتين في اليوم وذلك لعلاج نفخة البطن.

## محاذير
- ليس هناك محاذير من استعماله عدا المرأة الحامل ومشاكل الدورة الدموية وكذلك ضغط العين فيجب أن لا يستعمل إلا باستشارة المختص.

## وصلات خارجية
- Annotated Checklist of Cultivated Plants of Hawai‘i: Solenostemon
- USDA Germplasm Resources Information Network (GRIN): Species Records of Solenostemon
- Erowid Coleus Vault
- drugtext.org: Coleus